# Stadtpark Garbsen

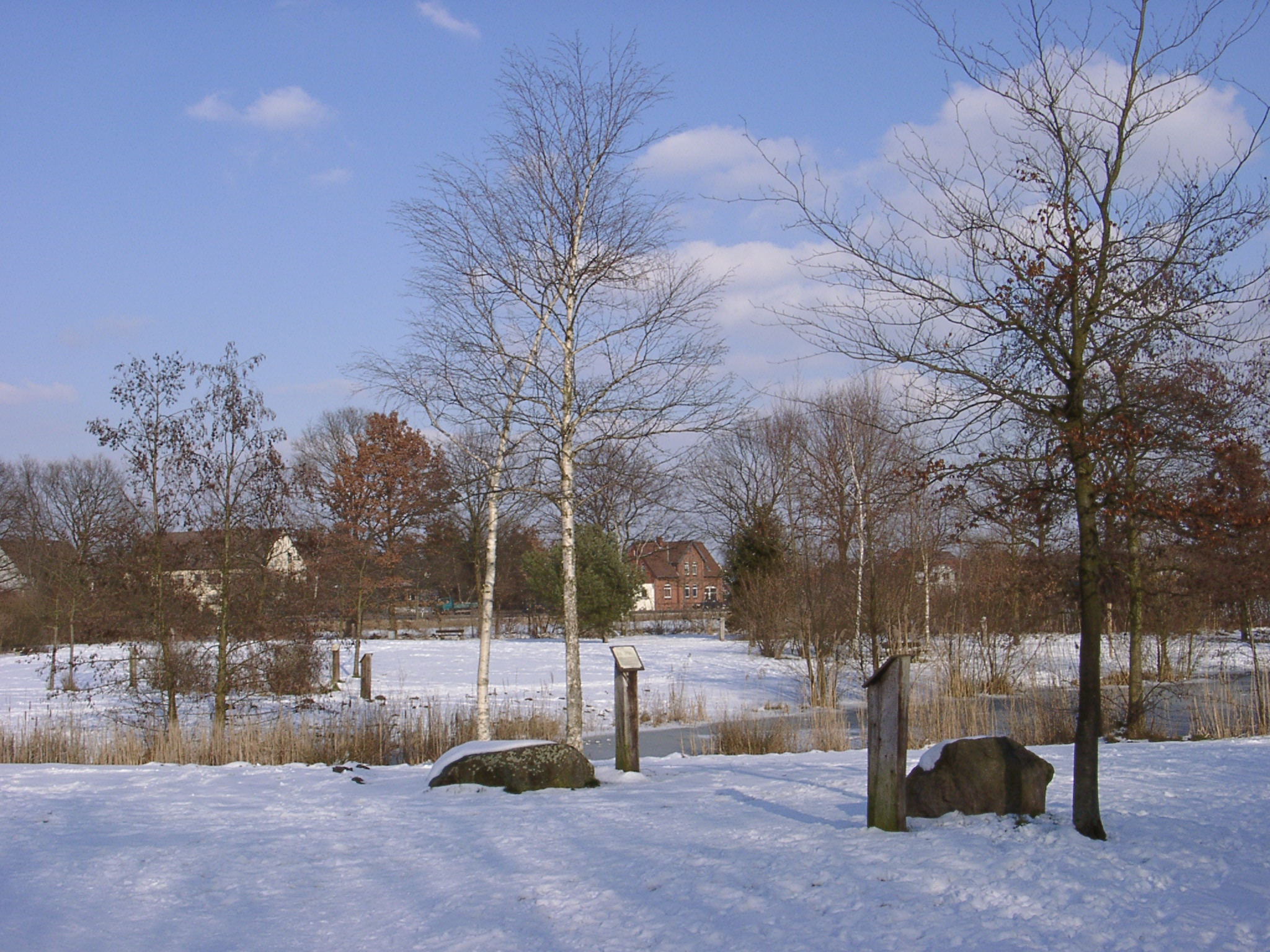
Blick über einen zugefrorenen See im Stadtpark;
im Winter 2005

Der Stadtpark Garbsen ist ein in der Mitte der Stadt Garbsen gelegenes Naherholungsgebiet. Die seit den 1980er Jahren im öffentlichen Raum naturnah gestalteten Landschaftselemente wie Gewässer, Wald- und Freiflächen sowie Ruhezonen verbunden mit einer im klassischen Sinne gestalteten Parkanlage sind Bestandteil eines größeren, überregional vernetzten Grünsystems. Der rund 25 Hektar große Stadtpark mit seinen 5,5 Hektar großen Wasserflächen liegt direkt an dem für Radtouren konzipierten Fahrradweg Grüner Ring auf der Strecke Marienwerder–Garbsen–Seelze in der Region Hannover. Der Haupteingang am Kastendamm kann auch über den öffentlichen Personennahverkehr erreicht werden; hier halten verschiedene Buslinien.

## Geschichte und Beschreibung
Der heutige Stadtpark entstand auf dem Gelände einer ehemaligen Tongrube mit einer benachbarten Ziegelei, der in der Gründerzeit des Deutschen Kaiserreichs im Jahr 1885 als GmbH gegründeten Hannoversche Dampfziegelei. Auf dem Gelände des bis 1966 betriebenen Unternehmens entstand in der Tonkuhle der Ziegelei, ähnlich wie bei Berenbosteler See, der Schwarze See, der später „Die Keimzelle des Stadtparks“ bildete.
Die Umgestaltung eines Teils des ehemaligen Ziegeleigeländes entstand in zwei Bauphasen in den Jahren 1984 bis 1988 und 1993 bis 1995 insbesondere rund um den Schwarzen See.
Der Haupt-Eingangsbereich des Stadtparks am Kastendamm wurde mit Brunnen, einer Leuchtsäule und Staudenbeeten aufgewertet. Westlich davon wurde ein neuer Weg angelegt, der durch einen alten Obstgarten und einen Hain aus Eichen führt. Im Frühjahr blühen dort vor allem gelbe Wildtulpen und die blaue Glockenscilla.
Von der ehemaligen Nutzung durch die Industrie auf dem Gelände des heutigen Stadtparks wurde die Ruine eines ehemaligen Ringofens erhalten, dessen von Fledermäusen als Quartier genutztes Gewölbe heute „ein bedeutsames Biotop für den Arten- und Lebensraumschutz darstellt.“
Entlang eines Baumlehrpfades ließ die Stadt Garbsen Schautafeln mit Erläuterungen zu 54 heimischen und eingebürgerten Baumarten aufstellen.
Im Stadtpark herrscht Leinenzwang.

## Fitnessparcours
Am Parkeingang nahe dem Kastendamm wurde ein Kneippbecken und zahlreiche Fitnessgeräte wie Stepper, Mini-Ski, Sit-Up, Push-Hands, Health-Walker, Balanciertrainer, Bike & Trapezius installiert.
Außerdem wurde eine rund 180 Quadratmeter große, kreisrunde Fläche für das Boule-Spiel angelegt.